# Anne Marie Dioh
Anne Marie Dioh, née le 11 juin 1964 à Joal-Fadiouth, est une joueuse sénégalaise de basket-ball.

## Carrière
Elle commence sa carrière en 1983 à l'ASC Jeanne d'Arc. Elle est sélectionnée pour la première fois en équipe du Sénégal en 1984, avec laquelle elle participe notamment au Championnat du monde de basket-ball féminin 1990 et remporte la médaille d'or au Championnat d'Afrique féminin de basket-ball 1990 (où elle est élue MVP), au Championnat d'Afrique féminin de basket-ball 1993 et aux Jeux africains de 1995 ainsi qu'au Championnat d'Afrique féminin de basket-ball 1997. Elle est élue Reine du basket-ball sénégalaise en 1992. Elle met un terme à sa carrière de joueuse en 2000.